# Thierry Pantel
 (mars 2015).
Si vous disposez d'ouvrages ou d'articles de référence ou si vous connaissez des sites web de qualité traitant du thème abordé ici, merci de compléter l'article en donnant les références utiles à sa vérifiabilité et en les liant à la section « Notes et références ».
Thierry Pantel, né le 6 juillet 1964 à Alès, surnommé le « Kenyan blanc », est un coureur français de demi-fond, fond et cross country. 
Entraîné par Bernard Brun, il participe à l'épreuve du 10000 mètres des Jeux olympiques de 1992 à Barcelone.

## Palmarès[2]
- Champion de France de cross-country en 1990
- 9e aux Championnats du monde de cross-country, le 21 mars 1992 à Boston
- 2e aux Championnats du Monde de cross-country par équipe, le 21 mars 1992 à Boston
- Vainqueur du 10 000 m de la Coupe d’Europe à Rome en 1993
- Vainqueur du 5 000 m des Jeux méditerranéens à Narbonne en 1993.

## Records[3]
- 1 500 m : 3 min 41 s 24, le 31 mai 1993 à Montpellier
- 3 000 m : 7 min 43 s 4, le 6 juin 1993 à Montpellier
- 5 000 m : 13 min 17 s 71, le 11 juin 1993 à Paris Saint-Denis
- 10 000 m : 27 min 31 s 16 (2e performance française), le 14 juillet 1990 à Oslo.

## La «séance Pantel» en entraînement de demi-fond
La séance Pantel est le nom donné par son entraîneur Bernard Brun à une séance d'entraînement consistant à enchaîner en alternance des 1 000 m à allure spécifique (vitesse objectif en compétition sur 5 000 m ou 10 000 m) et des 500 m à allure supérieure, avec une récupération incomplète entre le 1 000 et le 500, mais plus longue avant de repartir pour le 1 000 suivant.